# Dan Feeney
Daniel James Feeney (* 29. Mai 1994 in Orland Park, Illinois) ist ein US-amerikanischer American-Football-Spieler auf der Position des Guards. Er spielt bei den Minnesota Vikings in der National Football League (NFL).

## Frühe Jahre
Feeney ging in seiner Geburtsstadt Orland Park, Illinois, auf die Highschool. Später besuchte er die Indiana University Bloomington, wo er für das Collegefootballteam ein wichtiger Bestandteil in der Offensive Line war. 2012 erlaubte er keinen einzigen Sack als Freshman. Die Saison 2013 verpasste er verletzungsbedingt. 2014 war er maßgeblich daran beteiligt, dass Runningback Tevin Coleman einen Schulrekord erlaufen konnte (2036 Yards). 2015 war er ein enger Kandidat für den Gewinn des Lombardi Awards und der Outland Trophy. Nach seiner letzten Collegesaison wurde er ins First Team All-Big Ten 2016 gewählt.

## NFL

### Los Angeles Chargers
Im NFL Draft 2017 wurde Feeney von den Los Angeles Chargers in der dritten Runde an 71. Stelle ausgewählt. Von vielen Experten wurde er als Kandidat für die zweite Runde gehandelt. Am 2. Juni 2017 unterschrieb Feeney einen Vierjahresvertrag bei den Chargers.
Feeney ging zunächst als Backup für den startenden rechten Guard Kenny Wiggins in die Saison 2017. Nachdem sich der linke Guard der Chargers, Matt Slauson, während der Saison verletzt hatte, wurde Feeney ab dem achten Spieltag Starter auf dieser Position. Nachdem er als linker Guard sehr ansprechende Leistungen abgeliefert hatte, ging er auch im darauffolgenden Jahr als Starter in die Saison und verpasste keinen einzigen Snap. Auch 2019 und 2020 war er als Stammspieler bei den Chargers gesetzt.

### New York Jets
Am 19. März 2021 unterzeichnete Feeney einen Einjahresvertrag bei den New York Jets. Er kam in 16 Spielen zum Einsatz, davon fünfmal als Starter. Im März 2022 unterschrieb er für ein weiteres Jahr bei den Jets.

### Miami Dolphins
Am 17. März 2023 nahmen die Miami Dolphins Feeney unter Vertrag.

### Chicago Bears
Am 29. August 2023 gaben die Dolphins Feeney im Austausch gegen einen Sechstrundenpick an die Chicago Bears ab.

### Minnesota Vikings
Im März 2024 nahmen die Minnesota Vikings Feeney unter Vertrag.